# Everything Must Go (album de Steely Dan)
Pour les articles homonymes, voir Everything Must Go.
Albums de Steely Dan
Two Against Nature
(2000)
Everything Must Go (2003) est le dernier album du groupe de Jazz rock américain Steely Dan publié à ce jour. 
Classé numéro 9 au Billboard Top 200, cet album a eu un honnête succès commercial aux États-Unis. C'est un disque qui présente une plus grande cohésion que Two Against Nature, et qui a souvent été décrit comme « présentant plus un groupe jouant ensemble dans la même pièce », par allusion aux enregistrements morcelés de précédents albums du groupe. 

## Titres de l’album
Toutes les compositions sont de Becker et Fagen.
1. The Last Mall - 3:36
2. Things I Miss the Most - 3:59
3. Blues Beach – 4:29
4. Godwhacker – 4:57
5. Slang of Ages – 4:15
6. Green Book – 5:55
7. Pixeleen – 4:01
8. Lunch with Gina – 4:27
9. Everything Must Go – 6:45

## Musiciens

### Steely Dan
- Walter Becker – Guitare basse, Guitare, Percussions, Chant
- Donald Fagen – Orgue, Synthétiseur, Percussions, Piano, Clavecin, Fender Rhodes, Orgue Wurlitzer, Chant

### Autres musiciens
- Tawatha Agee - Choriste
- Ted Baker - Piano, Fender Rhodes, Orgue Wurlitzer
- Keith Carlock - Batterie
- Bill Charlap - Piano, Fender Rhodes
- Ada Dyer - Choriste
- Gordon Gottlieb - Percussions
- Jon Herington - Guitare
- Kenneth Hitchcock - Clarinette
- Tony Kadleck - Trompette
- Carolyn Leonhart - Choriste
- Michael Leonhart - Trompette
- Hugh McCracken - Guitare
- Cindy Mizelle - Choriste
- Chris Potter - Saxophone ténor
- Jim Pugh - Trombone
- Roger Rosenberg - Saxophone baryton
- Catherine Russell - Choriste
- Walt Weiskopf - Saxophone alto, Saxophone ténor
- Brenda White-King - Choriste

## Production
- Producteurs : Walter Becker et Donald Fagen
- Ingénieurs du son : Tom Doherty, Roger Nichols, Dave Russell, Elliot Scheiner
- Assistants Ingénieurs son : Suzy Barrows, Tom Doherty, Steve Mazur, Keith Nelson, Todd Parker, Matt Scheiner
- Mixage : Elliot Scheiner
- Assistant Mixage : Joe Peccerillo
- Mastering : Darcy Proper
- Editing : Larry Alexander
- Arrangements : Walter Becker, Donald Fagen
- Arrangements des sections de cuivres : Donald Fagen
- Technicien batterie : Art Smith
- Accordeur de piano : Sam Berd
- Consultant : Michael Leonhart
- Design : Carol Bobolts
- Photographie : Danny Clinch

## Édition spéciale
Une édition spéciale de 2 disques (un CD et un DVD) de l'album Everything Must Go est parue en 2003. 
La partie DVD de cette édition spéciale présente Steely Dan à Las Vegas lors d'une tournée.